# Controllo robusto
Il controllo robusto è una strategia di controllo automatico di sistemi dinamici il cui scopo è il controllo del sistema interessato anche quando di questo non si ha una conoscenza completa.
La tecniche classiche di controllo automatico, infatti, prendono in considerazione un sistema dinamico conosciuto in modo completo e accurato, sia esso descritto in forma di stato o dalla sua funzione di trasferimento, e sulla base di ciò generano un controllore ad hoc per quel sistema. Nella pratica però ciò non è possibile: il modello preso in considerazione è sempre un'approssimazione, più o meno valida, del sistema reale da controllare.
Per questo motivo, si parla di robustezza del controllore per riferirsi alla sua capacità di ottenere la stabilità asintotica nonostante l'incertezza relativa al sistema reale.
Il controllo robusto si differenzia dal controllo adattivo per il fatto di essere statico. Il comportamento del controllore infatti non cambia a seconda delle situazioni, ma si limita a tenere in considerazione un certo margine di incertezza relativo al sistema.

## Definizione del problema
Relativamente alla struttura a feedback caratterizzata da un processo {\displaystyle P_{0}(s)} in retroazione con un compensatore K soggetto a rumori di misura e disturbi, si cerca una soluzione stabilizzante K al problema di controllo del processo {\displaystyle P_{0}(s)} che soddisfi delle specifiche di prestazione sulla variazione dei parametri del sistema. 
Cioè, dato un processo nominale (o sistema nominale che dir si voglia) {\displaystyle P_{0}(s)} retroazionato e date delle specifiche di prestazione (che in qualche modo limitano le possibili variazioni tra modello nominale {\displaystyle P_{0}(s)} e modello perturbato {\displaystyle P(s)}, si progetta il controllore K che non solo stabilizza il sistema nei parametri nominali ma anche nei parametri perturbati.

### NominaleP0(s){\displaystyle P_{0}(s)}e perturbatoP(s){\displaystyle P(s)}
Per sistema nominale {\displaystyle P_{0}(s)} si intende il modello teorico del sistema che si usa per la progettazione del controllore. In genere tale modello viene epurato di eventuali piccole non linearità, dei ritardi e degli autovalori stabili molto veloci del processo reale. 
Per sistema perturbato {\displaystyle P(s)} si intende il modello realistico del sistema che si usa per la verifica della robustezza del controllore sintetizzato. Tale modello contiene una gamma di variazioni parametriche in genere maggiori rispetto a quelle possibili, ovvero è più conservativo. 
Tra sistema nominale e sistema perturbato sussiste la relazione:
```

  

    

      

        
P

        
(

        
s

        
)

        
=

        

          
P

          

            
0

          

        

        
(

        
s

        
)

      

    

    
{\displaystyle P(s)=P_{0}(s)}

  

 + 

  

    

      

        
∂

        

          
P

          

            
0

          

        

        
(

        
s

        
)

      

    

    
{\displaystyle \partial P_{0}(s)}

  

```

dove {\displaystyle \partial P_{0}(s)} è la perturbazione che contiene le non linearità e le dinamiche velocissime tralasciate in sede di sintesi di K tramite {\displaystyle P_{0}(s)}

## Teorema di esistenza del controllore
L'esistenza di un controllo robusto è dimostrabile tramite il criterio di Nyquist che per questa dimostrazione risulta essere necessario e sufficiente. 
- Studiando la stabilità del sistema nominale si desumono delle informazioni che diventano le ipotesi per il teorema (criterio di Nyquist usato come condizione necessaria).
- Studiando la stabilità del sistema perturbato si desumono delle informazioni che diventano le condizioni per il teorema (criterio di Nyquist usato come condizione sufficiente).

## Sintesi del controllore
La matrice K viene sintetizzata tramite appositi algoritmi di controllo robusto che, dati vincoli di prestazione, forniscono un compensatore ottimo tramite sintesi LQR - LTR (anche detta LQG), tramite sintesi in H-infinito o tramite i classici metodi della compensazione di sistemi SISO previa operazione di disaccoppiamento del sistema.